# Cantone di Maurepas
Il Cantone di Maurepas /moʀˈpas/ è una divisione amministrativa degli arrondissement di Rambouillet e di Versailles.
A seguito della riforma complessiva dei cantoni del 2014 è passato da 4 a 16 comuni.

## Composizione
Prima della riforma del 2014 comprendeva i comuni di:
- Coignières
- Élancourt
- Maurepas
- La Verrière

Dal 2015 comprende i comuni di:
- Châteaufort
- Chevreuse
- Choisel
- Coignières
- Dampierre-en-Yvelines
- Lévis-Saint-Nom
- Magny-les-Hameaux
- Maurepas
- Le Mesnil-Saint-Denis
- Milon-la-Chapelle
- Saint-Forget
- Saint-Lambert
- Saint-Rémy-lès-Chevreuse
- Senlisse
- Toussus-le-Noble
- Voisins-le-Bretonneux